# Tlenki kwasowe
Tlenki kwasowe – tlenki, które w reakcji z wodą tworzą kwasy. Dla tlenków nieorganicznych jest to pojęcie równoważne bezwodnikowi kwasowemu. W bardziej ogólnym sensie tlenek kwasowy to związek chemiczny, który w określonych warunkach wykazuje właściwości kwasowe.
Czasami rozróżnia się tlenki kwasowe w ścisłym sensie i tlenki o charakterze kwasowym. Istnieją też tlenki, które w zależności od warunków wykazują właściwości kwasowe lub zasadowe. Nazywa się je związkami amfoterycznymi.
Właściwości kwasowe wykazuje większość tlenków niemetali. Przy sprzyjających warunkach właściwości kwasowe posiada także część tlenków półmetali (np. krzemionka), a nawet niektórych metali (np. tlenki glinu).
Własności kwasowe tlenków przejawiają się na dwa sposoby:
- są one w danych warunkach kwasami Lewisa (posiadają silny deficyt elektronów)
- są one bezwodnikami kwasowymi – tzn. reagują z wodą tworząc właściwy kwas. Np.:

SO3 + H2O → H2SO4
Z tlenków kwasowych i tlenków zasadowych można też czasami otrzymywać bezpośrednio sole, z pominięciem etapu tworzenia się kwasu i zasady, co jednak zwykle wymaga stosowania dość drastycznych warunków (wysokiego ciśnienia i temperatury). Np.:
SO3 + CaO → CaSO4
Warto zauważyć, że reakcja ta jest możliwa, gdyż SO3 zachowuje się w niej jak typowy kwas Lewisa, a CaO jak zasada Lewisa.